# Абдул Фаттах Ісмаїл
Абдул Фаттах Ісмаїл Алі аль-Джауфі (араб. عبد الفتاح إسماعيل علي الجوفي; 28 липня 1939 — 13 січня 1986) — єменський державний і політичний діяч, голова Президії Верховної народної ради Народної Демократичної Республіки Ємен, засновник, головний ідеолог і перший керівник Єменської соціалістичної партії.

## Життєпис
Народився біля Таїза. Освіту здобував в Адені, де у подальшому працював учнем на нафтопереробному заводі (1957-1961). Будучи одним із засновників Арабського націоналістичного руху у Південному Ємені, брав участь у формуванні кількох ланок Руху, поки не був заарештований британською владою в Адені за політичну агітацію серед робітників.
1961 року почав працювати шкільним учителем в Адені. 1963 став одним з засновників Національного визвольного фронту. Після того як 14 жовтня того ж року Фронт оголосив про початок революції за визволення Південного Ємену від британського колоніального правління, став професійним революціонером, очоливши підпільне військове крило Фронту (федаїнів).
Після створення 1967 року незалежної держави Народна Демократична Республіка Ємен отримав посади міністра культури, національної орієнтації та у справах єменської єдності. У червні 1969 року став одним з трьох членів Президентської ради та генеральним секретарем ЦК Національного фронту, який після об'єднання з іншими прогресивними силами 1975 року узяв назву Об'єднана політична організація Національний фронт (ОПОНФ). У липні 1971 року очолив постійний комітет Верховної народної ради. Після створення на базі ОПОНФ у жовтні 1978 року Єменської соціалістичної партії на I з'їзді був обраний Генеральним секретарем ЦК. 27 грудня того ж року на 1-й сесії Верховної народної ради був обраний головою Президії Верховної народної ради. На пленумі ЦК ЄСП 20 квітня 1980 року вийшов у відставку з усіх займаних посад «за станом здоров'я», але був призначений на номінальну посаду голови партії.
У 1980—1985 роках жив у Москві. У березні 1985 року повернувся на батьківщину. У жовтні того ж року був обраний секретарем ЦК ЄСП.
Під час протистояння між прибічниками Абдули Фаттаха Ісмаїла та голови Президії Верховної народної ради, генерального секретаря ЦК ЄСП та прем'єр-міністра Алі Насіра Мухаммеда останній удався до спроби державного перевороту 13 січня 1986 року, під час якого на спеціально скликаному засіданні політбюро ЦК ЄСП загинули кілька членів керівництва Південного Ємену та армії. Сам Абдул Фаттах Ісмаїл був важко поранений та винесений охоронцями. Одночасно всією країною були спроби фізичного знищення прибічників Абдули Фаттаха в партійних та армійських структурах.
Під час спроби евакуації з Адена Абдула Фаттах Ісмаїл загинув (згорів у БТР). Про це було оголошено 6 лютого 1986 року на пленумі ЦК ЄСП.

## У культурі
Загибель Абдули Фаттаха Ісмаїла фігурує у романі Андрія Константинова «Журналіст» та у знятому за його мотивам телесеріалі Російський переклад. Там Фаттах гине під час спроби його вивозу на бронетранспортері з оточеного радянського посольства.